# 朱鎮模 (1958年)
朱鎮模（1958年2月26日—），韓國男演員。

## 演出作品

### 電視劇
- 2005年：KBS2《復活》飾演 朴尚哲
- 2007年：KBS《魔王》飾演 潘昌豪
- 2009年：MBC《HERO》飾演 孔七城
- 2010年：SBS《壞男人》飾演 金室長
- 2011年：KBS《浪漫小鎮》飾演 盧尚勳
- 2011年：MBC《絕不認輸》飾演 姜友植
- 2012年：TV朝鮮《求婚大作戰》飾演 咸成勳
- 2012年：MBC《The King 2 Hearts》飾演 朝鮮軍事官員
- 2012年：MBC《馬醫》飾演 舍巖道人
- 2013年：KBS《IRIS 2》飾演 河載勇
- 2013年：KBS《劍與花》飾演 楊問
- 2014年：SBS《神的禮物－14天》飾演 李明漢
- 2014年：tvN《魔女的戀愛》飾演 權玄燮
- 2014年：SBS《誘惑》飾演 崔石基
- 2014年：KBS《王的面孔》飾演 鄭澈
- 2015年：MBC《憤怒的媽媽》飾演 黃滿福
- 2015年：SBS《假面》飾演 金教授
- 2015年：OCN《能看見鬼的警察處容2》飾演 姜基英
- 2016年：MBC《獄中花》飾演 李之菡
- 2016年：Drama X《1%的可能性》飾演 李奎鐵
- 2017年：MBC《三色幻想－宇宙之星》飾演 警區主任
- 2017年：KBS《人孔：夢遊仙境的奉弼》飾演 奉達
- 2017年：OCN《壞傢伙們：惡的都市》飾演 李明得
- 2018年：MBC《檢法男女》飾演 朴鍾浩
- 2018年：MBC《壞爸爸》飾演 張館長
- 2018年：Netflix《心靈的聲音：Reboot》飾演 趙鐵王
- 2019年：KBS《鄰家律師趙德浩2：罪與罰》飾演 尹正健
- 2019年：MBC《檢法男女2》飾演 朴鍾浩
- 2019年：OCN《Watcher》飾演 朴振宇
- 2020年：OCN《如实陈述》飾演 河泰植
- 2021年：tvN《智異山》飾演 金桂熙
- 2021年：SBS《現正分手中》飾演 黃代表
- 2022年：SBS《我們從今天開始》飾演 金德培
- 2023年：Disney+《舊案尋兇2》饰演 李英浩
- 2023年：ENA《惡人傳記》飾演 金載烈
- 2024年：Disney+《逆貧大叔》饰演 安耀燮
- 2025年：Disney+《揭密最前線》饰演 裴達河

### 電影
- 2004年：《我們全村都不是人》
- 2004年：《感官樂園》
- 2006年：《家族的誕生》
- 2006年：《老千》
- 2006年：《偉大的族譜》
- 2006年：《熱血男兒》
- 2007年：《重返舞台四天王》
- 2007年：《率性而活》
- 2008年：《君在遠方》
- 2008年：《蘋果》
- 2009年：《奔跑的烏龜》
- 2009年：《早安總統》
- 2009年：《天國的郵遞員》
- 2009年：《田禹治：超時空爭霸》
- 2011年：《心臟跳動》
- 2011年：《Children...》
- 2011年：《委託人》
- 2011年：《Quick》
- 2011年：《偶像先生》
- 2012年：《盜賊門》
- 2013年：《南方大作戰》
- 2013年：《新世界》
- 2013年：《美娜文具店》
- 2013年：《偷心賊》
- 2014年：《Plan Man》
- 2014年：《群盜：民亂的時代》
- 2014年：《許三觀》
- 2016年：《檢察官外傳》
- 2017年：《王的偵探事件簿》
- 2017年：《Wonderful Ghost》
- 2019年：《吾王長存：木浦英雄》飾演 小八
- 2019年：《老千：獨眼傑克》飾演 雙耳（特別出演）
- 2020年：《盗墓同盟》饰演 满基
- 2021年：《獵魂者》饰演 洪局長
- 2024年：《Victory》 饰演 巨济商业高中校长
- 2025年：《终极对弈》 饰演 曹奎相

## 外部連結
- NAVER搜索 （页面存档备份，存于）